# آیشنبوهل
آیشنبوهل (به آلمانی: Eichenbühl) یک شهر در آلمان است که در Miltenberg واقع شده‌است.